# 审计署审计干部教育学院
審計署審計幹部教育學院成立于2011年8月，主要承担审计署党员教育培训、全国审计干部的教育培训及相关研究、审计职称考试、国际交流等职责，为审计署直属事业单位。2015年12月起，加挂中共审计署党校牌子。

## 下设部门
- 综合事务部
- 教务部
- 教研部
- 信息化部
- 考试部

## 合作高校
2011年，审计署与南京审计大学签署合作协议，利用南京审计大学师资培训专业审计干部。

## 历任校长
- 刘家义
- 胡泽君
- 侯凯